# Gemlik
Gemlik es una pequeña ciudad portuaria y un distrito, situada a orillas del mar de Mármara, al noroeste de la península de Anatolia (Turquía). Se encuentra ubicada en la provincia turca de Bursa, de cuya capital dista unos 33 kilómetros por carretera, y relativamente cerca de Estambul (unos 200 km). La población total del municipio ronda los 100.000 habitantes, y su puerto se encuentra entre los cinco más importantes de Turquía. La región de Gemlik es además muy conocida por su importante producción de aceitunas y aceite de oliva.

## Historia

### Orígenes y época griega

Máxima expansión de Lidia bajo el reinado de Creso, incluyendo a la región de Gemlik.

Los orígenes de Gemlik se remontan a Kios (en latín Cius, en español Cío), una colonia que los milesios fundaron en torno al año 630 a. C. al pie del monte Argantonio, en la costa de Bitinia. En el 553 a. C. pasó a formar parte del reino de Lidia pero como ciudad autónoma, hasta que con la caída del reino fue ocupada por los persas bajo el mando del general Hymeos, siervo de Darío I el Grande, en el 499 a. C.
Alejandro Magno la conquistó en el 334 a. C. tras desembarcar en Asia Menor, como parte de los primeros pasos para derrotar al Imperio persa y liberar las ciudades griegas. Se dice que Aristóteles, el famoso filósofo griego que fue maestro de Alejandro, se mostró tan impresionado por el sistema político y la riqueza de Kios (que en torno al 330 a. C. comenzó a acuñar sus primeras monedas de oro) que escribió todo un tratado basado en ella, titulado Kianon Politeia, del que por desgracia no ha sobrevivido ningún fragmento.
Tras la muerte de Alejandro y las luchas por repartirse su imperio entre sus generales (los llamados Diádocos), Kios queda primero bajo la influencia de Lisímaco de Tracia y posteriormente, tras su derrota y muerte en la batalla de Corupedio en el 281 a. C., pasa a formar parte brevemente del reino de Seleuco I, hasta su asesinato en el 280 a. C. Kios se convierte entonces de facto en una ciudad griega independiente que más tarde se aliará con la Liga Etolia, aliada a su vez de Roma.

### Destrucción de la ciudad y romanización

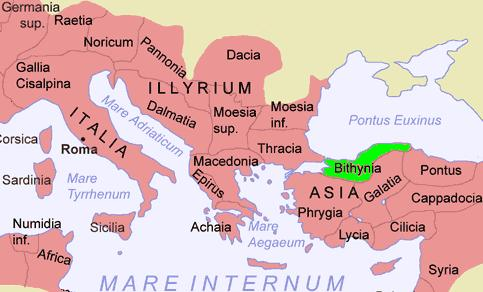
El Imperio romano y la provincia de Bitinia, en la que se incluía la ciudad de Cius (Kios).

En torno al 202 a. C. el rey Filipo V de Macedonia conquistó la ciudad de Kios como parte de la guerra contra Pérgamo por la expansión en el Egeo, masacrando a gran parte de sus habitantes y deportando y esclavizando al resto, y se la entregó posteriormente al rey Prusias I de Bitinia (aliado de Filipo contra Pérgamo), que la reconstruyó y repobló. La destrucción de Kios motivó la petición de ayuda de las polis griegas a Roma, que declaró la guerra a Filipo (segunda guerra macedónica) y lo derrotó en la batalla de Cinoscéfalos.
La ciudad siguió formando parte del reino de Bitinia hasta el 74 a. C., año en que el último rey Nicomedes IV entregó a su muerte el reino a Roma, que lo convirtió en una de sus provincias de Asia Menor. Bajo el dominio romano, Kios pasó a llamarse Cius y gozó de una considerable independencia, siendo elegida por muchos notables romanos como residencia de verano.
A partir del siglo II el cristianismo comenzó a difundirse por toda la región, y ya en el siglo IV se asienta en la ciudad el arzobispo Cirilo, que tomó parte en el Concilio de Nicea organizado por el emperador romano Constantino el Grande.

### Imperio bizantino

División del Imperio bizantino en 1204, con el Imperio latino y el Imperio de Nicea.

Con la decadencia del Imperio romano y su división definitiva en dos mitades a la muerte de Teodosio el Grande en 395, Cío pasa a formar parte de la mitad oriental del imperio, que acabaría convirtiéndose en el Imperio bizantino. Durante esta época, Kios recupera su nombre griego y sigue siendo una ciudad importante y muy conocida. Después de que los cruzados tomaran y saquearan Constantinopla en 1204 durante la Cuarta Cruzada, el patriarca de la ciudad buscó refugio en la nueva capital bizantina establecida en Nicea (la moderna Iznik), mientras que el patriarca de Nicea se trasladó a Kios. Poco después la ciudad de Kios sería conquistada por los cruzados del Imperio latino, y así permaneció hasta que el Imperio de Nicea recuperó Constantinopla en 1261, expulsando a los gobernantes latinos.

### Época otomana
Los primeros ataques documentados en la región de Kios por parte de los turcos selyúcidas se remontan al año 1092, pocos años después de la Batalla de Manzikert, en la que los bizantinos sufrieron una desastrosa derrota que les hizo perder el control de la mayor parte de Anatolia. No obstante es a partir del siglo XIV cuando la nueva dinastía de los osmanlíes comienza a suponer una seria amenaza para los últimos dominios bizantinos en la costa asiática del mar de Mármara. Fue Orhan I, hijo del fundador de la dinastía otomana (Osman I), quien tomó la ciudad de Brusa (la actual Bursa) en 1326, convirtiéndola en la nueva capital del naciente Imperio otomano; en 1331 conquistaba Nicea, y 5 años más tarde (1336) la ciudad de Kios era tomada por los otomanos tras un largo asedio, siendo destruida y abandonada por sus habitantes, que huyeron a las montañas y permanecieron allí por espacio de tres años.
La conquista de la ciudad por los otomanos trajo al principio varias dificultades para sus habitantes griegos, que cuando regresaron afrontaron una vida difícil, pagando altos impuestos y teniendo que adoptar la lengua turca. La situación comenzó sin embargo a mejorar a partir del siglo XVII bajo el reinado del Sultán Murad IV, que introdujo varias reformas, permitió a la ciudad elegir a su propio alcalde (un griego, ya que estos constituían la mayoría de la población de la ciudad), y estableció un astillero militar en la ciudad que dio trabajo a muchos de sus habitantes. Es precisamente de la palabra gemilik, que en turco significa "astillero", de donde surgiría posteriormente el moderno nombre de Gemlik.
En el año 1856 se construye la carretera que une Bursa con Gemlik. Según un censo de 1894, el núcleo urbano de Gemlik estaba poblado por 5147 habitantes, de los cuales 4620 eran griegos, 242 musulmanes, 107 armenios, y el resto extranjeros de otras nacionalidades, si bien hay que tener en cuenta que esta clasificación atendía a criterios religiosos y no de origen étnico, según la costumbre de la época. Por entonces había tres iglesias en el centro de la ciudad, además de algunos monasterios en sus proximidades; de uno de ellos toma nombre el actual barrio de Manastır (palabra que en turco significa "monasterio"), situado al noroeste de Gemlik.

### Fin del Imperio otomano y Guerra Greco-Turca

Repartición del Imperio otomano en el Tratado de Sevres (1920).

La derrota del Imperio otomano en la Primera Guerra Mundial derivó en la partición del Imperio otomano y en 1920 en la firma del Tratado de Sevres, que las potencias aliadas vencedoras impusieron al último sultán otomano, Mehmed VI. Básicamente el Tratado era una repartición de los territorios que aún conservaban los otomanos tras el fin de la guerra, dejando para los turcos únicamente una franja de territorio en la Anatolia Central.

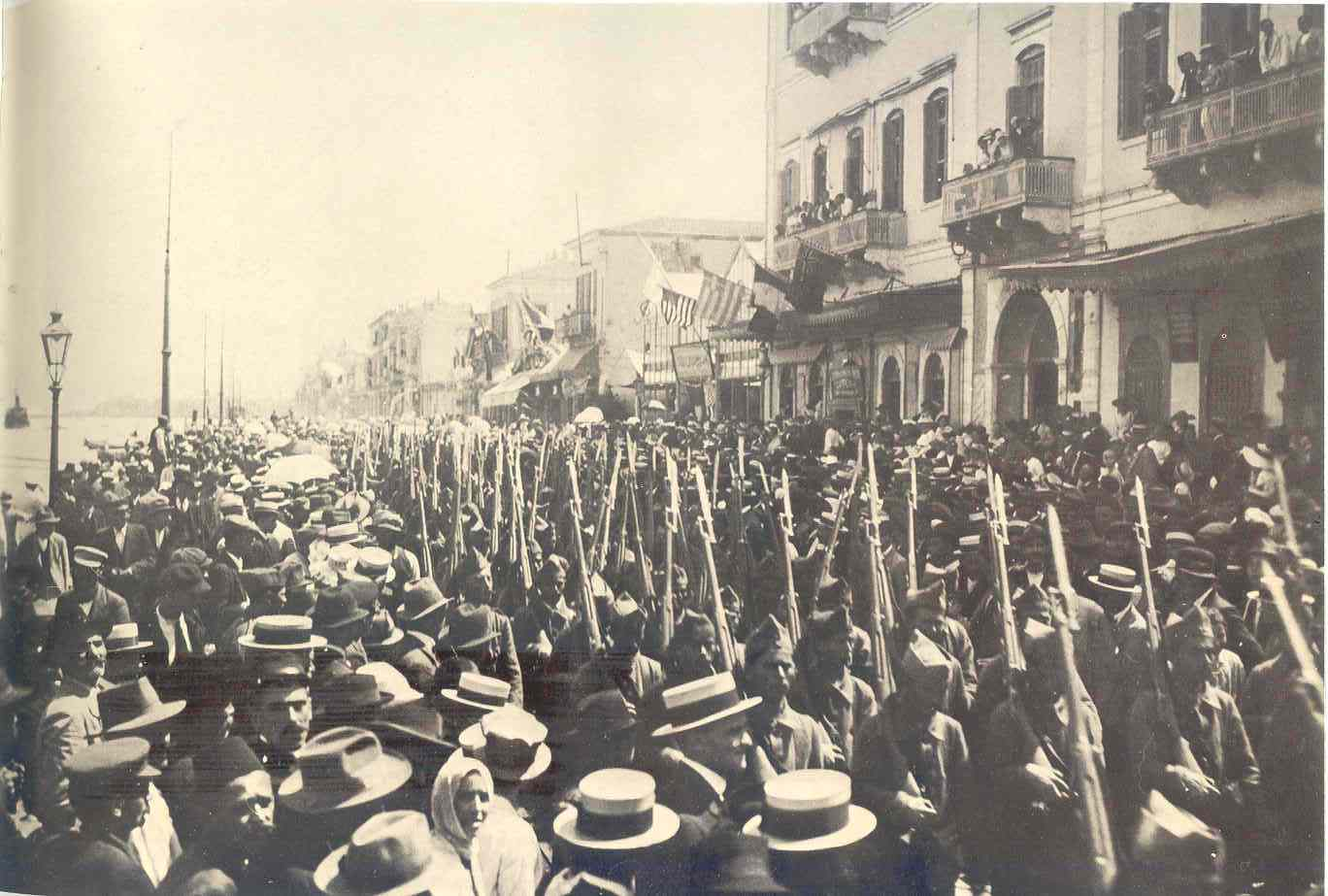
Las tropas griegas entran en 1919 en Esmirna.

A pesar de ello, la propuesta distaba mucho de cumplir con las exigencias territoriales de los nacionalistas armenios y sobre todo de los griegos, que aspiraban a recuperar los territorios del antiguo Imperio bizantino y fijar su capital en Constantinopla según la doctrina de la Megali Idea. El tratado sin embargo sólo les otorgaba la Tracia oriental y el territorio en torno a Esmirna (la moderna Izmir), por lo que Grecia no lo firmó y aprovechando la debilidad de los turcos inició la invasión de Anatolia con un desembarco de tropas en Izmir, dando inicio a la Guerra Greco-Turca (1919-1922). Los intentos aliados por detener la invasión fracasaron, y es entonces cuando surge la figura de Mustafa Kemal (Atatürk), que organiza la resistencia y a partir de 1920 la contraofensiva que conseguiría expulsar a las tropas griegas de Anatolia, culminando en la firma del Tratado de Lausana.

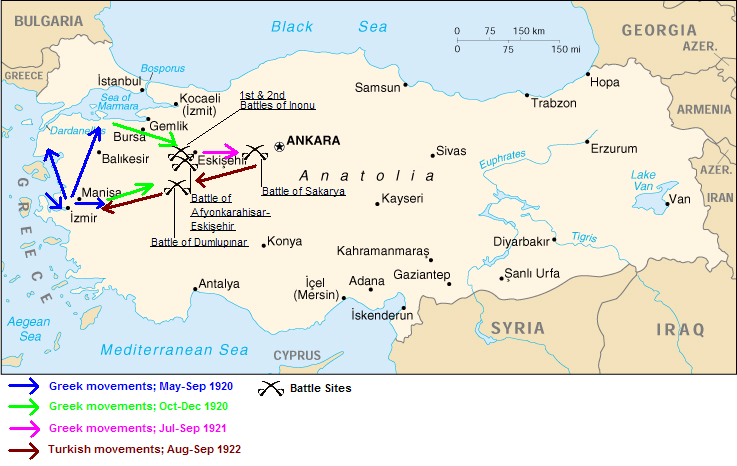
Invasión griega de Anatolia y contraofensiva turca (1920-1922).

Durante la ocupación griega de la región, entre 1919 y 1922, parece que los observadores extranjeros documentaron numerosos casos de masacres sistemáticas contra turcos que recogió el historiador británico Arnold J. Toynbee en su libro "Turquía" (1926), siendo él mismo testigo de varias de ellas. Después de que las tropas griegas tomaran Gemlik el 25 de julio de 1920, sus habitantes turcos (que en esta época representaban un 20% de la población de la ciudad) sufrieron saqueos, incendios, pillajes y asesinatos, según describe Toynbee, que cuenta cómo él y su esposa fueron testigos de tales atrocidades. Miembros de la Cruz Roja Internacional fueron también testigos de actos de incendios, masacres y saqueos en Gemlik y la cercana Yalova, a cargo de bandas de civiles griegos armados apoyadas por tropas del ejército griego en la zona. Así mismo, la Comisión Aliada en la península Yalova-Gemlik mencionó en su informe del 23 de mayo de 1921 "un plan sistemático de destrucción de aldeas turcas y de extinción de la población musulmana" en la zona de Yalova y Gemlik.
Incapaces de frenar el rápido avance de las tropas turcas, éstas cercaron la ciudad de Gemlik el 22 de agosto de 1922. Aunque las tropas griegas presentes en la ciudad lograron contener la ofensiva, decidieron evacuar la ciudad al día siguiente. Finalmente pocos días después la población griega de Gemlik y sus alrededores, temiendo represalias por parte de los turcos, decide exiliarse y huir a Grecia en barco. Allí deciden asentarse y fundar la ciudad de Nea Kios (Νέα Κίος, que significa Nuevo Kios en griego), situada al noreste de la península de Morea, y que en el año 2001 contaba con unos 3.600 habitantes.
En Umurbey, un pueblo del distrito muy próximo a Gemlik, nació Celal Bayar, que desempeñó el cargo de tercer Presidente de la República Turca entre 1950 y 1960, tras Atatürk e İsmet İnönü.
Tras la marcha de la población griega Gemlik fue repoblado, pero su población y su economía no comenzaron a despegar hasta finales de los años 80, cuando Gemlik experimentó un rápido desarrollo gracias a su posición privilegiada y a su activo puerto mercantil.

## Geografía

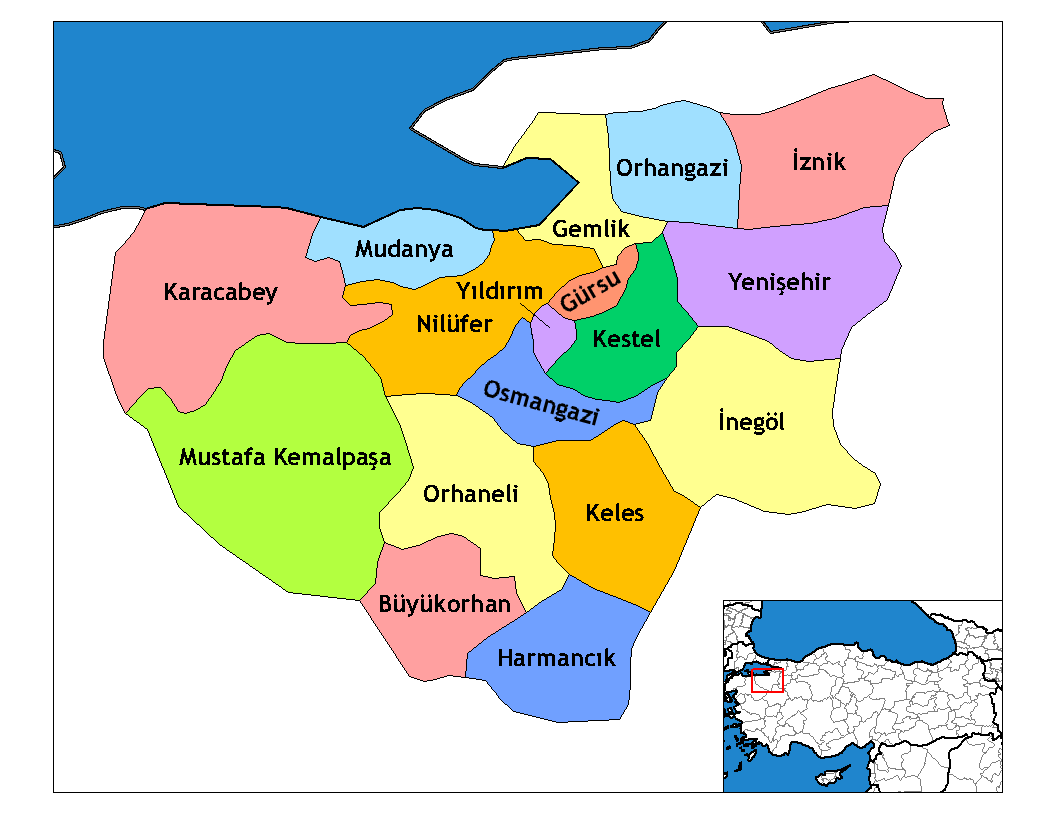
Distritos de la provincia de Bursa, incluido Gemlik.

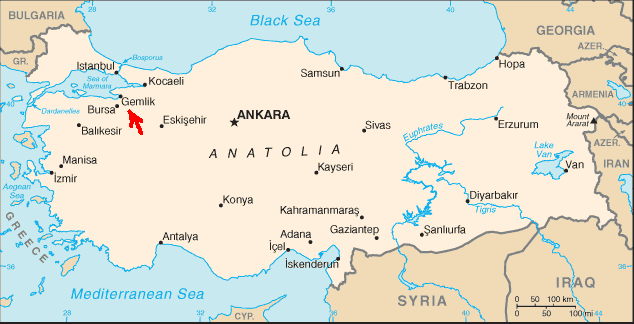
Situación de Gemlik en el mapa de Turquía.

Gemlik es uno de los 17 distritos que componen la provincia turca de Bursa, situada al noroeste de la península de Anatolia, en la región del Mármara de Turquía. La superficie total del distrito es de 413 kilómetros cuadrados, y es uno de los 4 distritos de la provincia de Bursa con salida al mar.
Geográficamente, Gemlik se ubica en una región montañosa suave en el extremo oriental de la Bahía de Gemlik, constituyendo un importante nudo de comunicaciones tanto por tierra -en la ruta que une Estambul con el Egeo- como por mar -comunicando el centro-oeste de Anatolia con Europa-, siendo su puerto el quinto más importante de Turquía. Gemlik es además un activo puerto pesquero, con una pequeña flota de embarcaciones dedicadas principalmente a la pesca de bajura.
Climáticamente se encuentra en una región de clima mediterráneo, con veranos calurosos y secos que superan fácilmente los 40 °C, inviernos fríos que pueden superar los -20 °C y con precipitaciones que pueden llegar a ser en forma de nieve, y una humedad relativamente baja que oscila entre el 30 y el 70%. Las condiciones climáticas y edáficas de la región son idóneas para el cultivo del olivo, que cubre extensas zonas del municipio y constituye el principal cultivo en la zona.

## Población
La población del casco urbano de Gemlik era en 2009 de 90.834 habitantes, mientras que la población de todo el distrito incluyendo los pueblos que lo integran era en el mismo año de 99.234 personas.

## Lugares de interés
En las proximidades se pueden visitar ciudades con un gran interés histórico y cultural, como İznik (la antigua Nicea), que aún conserva en muy buen estado sus murallas y su pasado romano y bizantino, o poblaciones como Mudanya y Tirilye, esta última un bonito pueblo pesquero de origen griego donde destacan sus pintorescas casas y una antigua iglesia bizantina transformada en mezquita tras la conquista de los otomanos. A unos 30 km de Gemlik se encuentra también la importante ciudad de Bursa.

## Ciudades hermanadas
Gemlik se encuentra hermanada con las siguientes ciudades:
- Lauderhill (Florida)
- Năvodari
- Giresun